# ダムゾイ県
ダムゾイ県（ダムゾイけん、ベトナム語：Huyện Đầm Dơi / 縣潭猚?）は、ベトナム社会主義共和国カマウ省の県。面積は822.88km²、人口は183,648人（2018年）である。

## 行政区画
以下の1市鎮15社から構成される。
- ダムゾイ市鎮（Đầm Dơi / 潭猚）
- ゴクチャイン社（Ngọc Chánh / 玉政）
- グエンフアン社（Nguyễn Huân / 阮勳）
- クアックファム社（Quách Phẩm / 郭品）
- クアックファムバク社（Quách Phẩm Bắc / 郭品北）
- タアンクオン社（Tạ An Khương / 謝安康）
- タアンクオンドン社（Tạ An Khương Đông / 謝安康東）
- タアンクオンナム社（Tạ An Khương Nam / 謝安康東南）
- タンザン社（Tân Dân / 新民）
- タンドゥク社（Tân Đức / 新德）
- タンズエット社（Tân Duyệt / 新悅）
- タントゥアン社（Tân Thuận / 新順）
- タンティエン社（Tân Tiến / 新進）
- タンチュン社（Tân Trung / 新中）
- タイントゥン社（Thanh Tùng / 青松）
- チャンファン社（Trần Phán / 陳販）